# Silvia Marin
Silvia Marin es una bailaora de flamenco conocida sobre todo por su trabajo en la compañía llamada El Flamenco Vive. 
Nació en Italia y conoció el flamenco por primera vez cuando tenía 20 años, lo que la motivó para mudarse a España a estudiar ese arte y ha trabajado en el escenario, televisión, cine y otros proyectos. En 1997, fundó El Flamenco Vive, con la intención de promover el baile en los niños, especialmente españoles. La compañía ha bailado en festivales culturales importantes de Europa y de otros continentes, como el Festival Internacional Cervantino de México. Su trabajo ha sido reconocido con varios premios; entre ellos, el Premio Cultural a la Didáctica del XLVII Festival Internacional del Cante de las Minas y la Onoreficenza di Cavaliere dell' Ordine della Stella della Solidarietà Italiana.

## Vida y estudios
Marin nació en 1967 en Milán. A los 20 años tuvo su primer contacto con el flamenco en su ciudad natal, y se enamoró del baile. Tras terminar sus estudios en educación física en el Istituto Superiore di Educazione Fisica en Milán en 1991, se mudó a Sevilla a pesar de que a sus padres no les gustara la idea. Empezó sus estudios de flamenco en la Academia Manolo Marín en Sevilla, pero pronto decidió mudarse a la ciudad de Madrid y estudiar en el Centro de Arte Flamenco Amor de Dios, donde recibió clases de María Magdalena, La Tati, Manolete y Cristóbal Reyes, entre otros.
Sus estudios de Flamenco duraron desde 1990 hasta el 2007, inicialmente trabajando en una tienda de ropa para niños para pagar sus clases. Aparte de flamenco, también tomó clases de ópera con Amelia Mary Ruth McGinn en el Teatro Real de Madrid (2006). Además colaboró en la enseñanza de canto a niños de primaria con Wolfgang Hartman, Mirari Pérez y Sofía López-Iboar en el Teatro Real de Madrid (2008) y actuó de payasa con Gabrial Chamé en el Laboratorio de Teatro William Layton (2010-2011). Actualmente continúa trabajando con Chamé en el Estudio Corazza y en los Estudios Teatrales Chamé / Gené dando clases de flamenco.
Mediante su dedicación al flamenco, Marin ha trabajado en giras, películas y televisión como bailarina, coreógrafa, maestra y directora. Nunca ha cantado en el escenario, pero cree que es necesario saber cantar, pues es fundamental en el flamenco, por lo que ha sido alumna de canto de Rafael Jiménez por mucho tiempo. Después, Silvia Marin se ha dedicado casi exclusivamente a bailar flamenco para niños, usándolo como una herramienta pedagógica.
Representó la ópera Carmen con el Teatro de Danza Flamenca Antonio Vargas y la Compañía de Tomás de Madrid entre 1992 y 2006 en Suiza, Alemania, Rusia, Ucrania y los estados Bálticos, así como en España. En el 2002, actuó en España y en Bulgaria con la Orquesta Sinfónica Romaní Europea de Schoumen.
Durante aproximadamente 10 años, desde 1995 hasta el 2005, trabajó en tablaos como El Café de Chinitas, Casa Patas y El Corral Morería, lo que la ayudó a aprender.
En 1997 participó en varias películas: Alma Gitana, de Chus Gutiérrez, y Flamenco Women , de Mike Figgis junto con Sara Baras y Eva Yerbabuena, y en una película de Jacques Weber, en Francia. En 1995 fue la presentadora del programa Flamenco con K, en Tele K, e hizo la coreografía para el programa de TVE 1 Paco y Veva, dirigido por José Pavón.
Ha dado clases de flamenco en España, Francia e Italia desde 1996 hasta el 2009, en instituciones como el Tretino Danza Estate y el Instituto Cervantes. En el 2008 y en el 2009, trabajó con la fundación Antonio Gades para crear guías de enseñanza como Carmen, Bodas de sangre y Fuenteovejuna. Esta colaboración también produjo la serie de videos Flamenco en el aula.
Ha recibido el Premio Cultural a la Didáctica del XLVII Festival Internacional del Cante de las Minas (2007), la Onoreficenza di Cavaliere dell' Ordine della Stella della Solidarietà Italiana del presidente de la República de Italia (2008), el Premio Enrique Maya de la Comunidad de Madrid (2010) y el Premio Flamenco Hoy 2010 (2011).

## El Flamenco Vive
En 1997, Marin fundó la compañía El Flamenco Vive, con el nombre tomado del de una tienda de flamenco abierta en Madrid por aficionados. La compañía consiste en cuatro bailarines (dos hombres y dos mujeres), un percusionista, un guitarrista y un cantante, y está dedicada a música y danza flamenca para niños, especialmente niños españoles, como parte de su herencia. Los programas son multidisciplinarios y participativos, con varios estilos de flamenco. La concurrencia infantil puede participar y practicar el ritmo, las melodías y los pasos de baile imitando lo que hacen los bailarines.
La compañía ha actuado en el Festival Flamenco pa tós (2005-2008), Festival Suma Flamenca en Martid (2006-2008), la Bienal de Flamenco en Sevilla (2006), el Festival Internacional de Música y Danza Granada (2007), el Flamenco Festival de Nîmes (2008-2010), el Flamenco Biennale de Holanda (2008), el Circuito Abecedaria por Andalucía (2008), el Festival Madrid en Danza (2010) y el Rues du mond La Villete, Francia (2011) y el Festival Internacional Cervantino (2014). El grupo ha sido invitado a presentar la obra El flamenco viva para los niños en Nueva York, Ginebra y Pequín.
Algunos títulos de la compañía son Flamenco al Rojo Vivo (2001), El Flamenco vive con los niños (2003), Gesto y compás (2004), En el Flamenco también hay juguetes (2004), El Flamenco en Cuatro Estaciones (2006) y Con pasaporte Flamenco (2008). En el 2003, Silvia Marin creó su primer programa interactivo: El Flamenco Cuatro Estaciones, en el que combina su experiencia como maestra, bailarina y presentadora de televisión, e invita a la audiencia a participar. La obra fue creada para niños e involucra a siete artistas (cantantes y bailarines) que muestran los diversos estilos del flamenco. La obra está dividida en cuatro partes: una por cada estación del año.
En el 2007, Marin publicó un DVD llamado Flamenco Para Niños, producido por Gomaespuma.
Marin y la compañía ofrecen talleres a niños y adultos. En el 2010 dio el curso El lenguaje del flamenco y su aplicación en la enseñanza primaria: música y baile en el CRIF Las Acacias en Madrid. En el 2011, Marin enseñó dio una clase magistral de flamenco como parte del sexto Festival Suma Flamenca en el Conservatorio Profesional de Danza de Granada Reina Sofía.